# Earl Boykins
Earl Antoine Boykins (ur. 2 czerwca 1976 w Cleveland) – amerykański koszykarz, grający na pozycji rozgrywającego w lidze NBA.

## Kariera
Earl grał w college'u Eastern Michigan w latach 1995-1998 na pozycji rozgrywającego, gdzie do tej pory dzierży rekord pod względem asyst. W czasie swojej późnej karierze w college'u osiągał także drugi wynik NCAA pod względem zdobyczy punktowej na mecz – 25,7 punktów na mecz.
W NBA zadebiutował w barwach New Jersey Nets, jednak już po 5 meczach oddano go do drużyny z jego rodzinnego miasta, Cleveland Cavaliers. Trener nie widział go jednak w wyjściowej piątce, w międzyczasie zagrał także jeden mecz w barwach Orlando Magic. W 2000 oddano go do Los Angeles Clippers. Niestety również tam jego sytuacja się nie poprawiła. Cały czas był rezerwowym, grającym ok. 12 minut na mecz. Następnym klubem było Golden State Warriors. Dopiero w sezonie 2003/04 Earl Boykins udowodnił swoje nieprzeciętne umiejętności, a drużyną, która dała mu ku temu szansę była Denver Nuggets. Boykins zaczął notować niezłe statystyki, a w swym najlepszym sezonie 2004/05 nawet 12,6 punktu, 4,5 asysty oraz 26,4 minut na mecz, co jest świetnym wynikiem na rezerwowego. Denver Nuggets w składzie z Boykinsem, Allenem Iversonem, Carmelo Anthonym, Marcusem Cambym oraz Andre Millerem (którego zmiennikiem jest Boykins) zaczęło odnosić sukcesy, awansując do play-offów w każdym sezonie. Później przeszedł do Bucks, a w 2012 roku do Houston Rockets.
18 stycznia 2005 ustanowił rekord sezonu zasadniczego NBA, zdobywając 15 punktów w trakcie dogrywki spotkania.

## Osiągnięcia
Na podstawie, o ile nie zaznaczono inaczej.
NCAA
- Uczestnik:
  - II rundy NCAA (1996)
  - turnieju NCAA (1996, 1998)
- Mistrz:
  - turnieju konferencji Mid-American (MAC – 1996, 1998)
  - sezonu regularnego MAC (1996)
- MVP turnieju konferencji Mid-American (1998)
- Laureat Frances Pomeroy Naismith Award (1998)[3]

NBA
- Uczestnik Skills Challenge (2004, 2005)

Drużynowe
- Mistrz EuroChallenge (2009)
- Finalista pucharu Włoch (2009)

Indywidualne
- Liderzy EuroChallenge w asystach (2009)

Reprezentacja
- Mistrz uniwersjady (1997)
- Koszykarz Roku USA Basketball (1997)